# Kloster Santa Maria di Ponza
Kloster Santa Maria di Ponza ist eine ehemalige Zisterzienserabtei in der heutigen Region Latium, Italien. Es lag auf der Insel Ponza, einer der Pontinischen Inseln im Tyrrhenischen Meer vor der Küste von Terracina in der heutigen Provinz Latina.

## Geschichte
Auf Ponza hatten sich einige Einsiedler um die Kirche Santa Maria, der Begräbnisstätte des Papstes Silverius, der hier im Jahr 537 verstorben sein soll und als Märtyrer verehrt wurde, angesiedelt. Papst Innozenz III. beabsichtigte, das daraus entstandene Kloster dem Zisterzienserorden anzuschließen, jedoch erfolgte dieser Anschluss erst 1245 unter dem Pontifikat von Papst Innozenz IV.
Das Kloster wurde Kloster Tre Fontane bei Rom unterstellt und so gehörte es der Filiation der Primarabtei Clairvaux an. Die Insellage führte zu einer Isolation des Klosters (vgl. Kloster Santo Spirito di Zannone auf der Nachbarinsel Zannone), auch fanden Piratenüberfälle statt. 1454 scheint das Kloster letztmals in den Statuten des Generalkapitels auf, als es auf das Festland nach Formia bei Gaeta übersiedelte, wo eine Kirche errichtet wurde, die den Namen Santa Maria di Ponza erhielt, aber im Zweiten Weltkrieg durch Bomben zerstört wurde. Dieses Kloster fiel bald in Kommende und seine Besitzungen wurden von der Familie Farnese, die 1542 mit Alessandro Farnese den Kommendatarabt stellte, in Emphyteuse genommen, von der sie auf die in Neapel herrschenden Bourbonen übergingen.

## Anlage und Bauten
Auf Ponza sind Bauteile des Klosters in verschiedenen Privathäusern verbaut.